# Asienspiele 2022/Kurash
Bei den Asienspielen 2022 wurden vom 30. September bis 2. Oktober 2023 insgesamt sieben Wettbewerbe im Kurash ausgetragen, davon vier bei den Männern und drei bei den Frauen. Austragungsort war das Xiaoshan Linpu Gymnasium.

## Bilanz

### Medaillenspiegel
| Platz  | Land              | Gold | Silber | Bronze | Gesamt |
| ------ | ----------------- | ---- | ------ | ------ | ------ |
| 1      | Usbekistan        | 4    | 1      | 1      | 6      |
| 2      | China             | 2    | —      | —      | 2      |
| 3      | Iran              | 1    | 3      | 1      | 5      |
| 4      | Südkorea          | —    | 1      | 2      | 3      |
| 4      | Turkmenistan      | —    | 1      | 2      | 3      |
| 6      | Kasachstan        | —    | 1      | —      | 1      |
| 7      | Tadschikistan     | —    | —      | 2      | 2      |
| 7      | Thailand          | —    | —      | 2      | 2      |
| 9      | Afghanistan       | —    | —      | 1      | 1      |
| 9      | Chinesisch Taipeh | —    | —      | 1      | 1      |
| 9      | Mongolei          | —    | —      | 1      | 1      |
| 9      | Vietnam           | —    | —      | 1      | 1      |
| Gesamt | Gesamt            | 7    | 7      | 14     | 28     |

### Medaillengewinner
Männer
| Disziplin  | Gold                  | Silber                 | Bronze                               |
| ---------- | --------------------- | ---------------------- | ------------------------------------ |
| Bis 66 kg  | Artyom Shturbabin     | Majid Vahid Barimanlou | Kwon Jae-deog Murodzoda Khairandeshi |
| Bis 81 kg  | Umid Esanov           | Bekadil Schaimerdenow  | Bayqara Rasooli Huang Chun-ta        |
| Bis 90 kg  | Sadegh Azarang        | Kim Ming-yu            | Khakznazar Nazarov Ishanmyrat Atayev |
| Über 90 kg | Mukhsin Khisomiddinov | Tejen Tejenov          | Jeong Jun-yong Kunathip Yea On       |

Frauen
| Disziplin | Gold               | Silber            | Bronze                                     |
| --------- | ------------------ | ----------------- | ------------------------------------------ |
| Bis 66 kg | Khilola Ortikboeva | Sitora Elmurodova | Saowalak Homklin Aynur Amanova             |
| Bis 81 kg | Yu Dan             | Donya Aghaei      | Battsetseg Tsog-Ochir Malikakhon Kakhorova |
| Bis 90 kg | Liu Yi             | Zahra Bagheri     | Melika Omid Vandchaly Võ Thị Phương Quỳnh  |